# Карликовые выдровые землеройки
Карликовые выдровые землеройки (лат. Micropotamogale) — род млекопитающих из семейства выдровых землероек (Potamogalidae).

## Описание

### Внешний вид
Похожи на своего родственника — выдровую землеройку, но почти вдвое меньше её по размерам.

### Распространение и места обитания
Живут в джунглях Экваториальной Африки. Населяют берега небольших рек и ручьёв.

### Образ жизни и питание
Ведут полуводный образ жизни. Кормятся мелкими рыбами, крабами и земноводными.

## Классификация
Включает два известных науке вида:
- Карликовая выдровая землеройка (Micropotamogale lamottei)
- Рувензорийская выдровая землеройка (Micropotamogale ruwenzorii)